# Ruchan Rasim
Ruchan Chjusnju Rasim (bg. Рухан Хюсню Расим; ur. 22 marca 2002) – bułgarski zapaśnik walczący w stylu wolnym. 
Ósmy na mistrzostwach Europy w 2021. Trzeci na ME U-23 w 2021. Drugi na ME kadetów w 2017 i trzeci w 2018 roku.